# ماریا نیچیفوروف
ماریا نیچیفوروف (انگلیسی: Maria Nichiforov؛ زادهٔ ۹ april ۱۹۵۱ (۷۳ سال)) ورزشکار اهل رومانی است.
وی در مسابقات کشوری و بین‌المللی در مجموع برندهٔ ۱ مدال نقره، ۴ مدال برنز شده‌است.